# Pièce de 1 dollar américain Trade Dollar
Vous lisez un « bon article » labellisé en 2020.
La pièce de 1 dollar américain Trade Dollar est une pièce de monnaie en dollars frappée par la Monnaie des États-Unis pour concurrencer d'autres pièces de monnaie commerciales en argent qui étaient déjà courantes en Asie de l'Est. L'idée naît dans les années 1860, lorsque le prix de l'argent commence à baisser en raison de l'augmentation des exploitations minières dans l'ouest des États-Unis. Un projet de loi prévoyant en partie l'émission du dollar Trade Dollar est présenté au Congrès, où il est approuvé et plus tard promulgué sous le nom de Coinage Act of 1873 (loi sur la monnaie de 1873). Cette loi donne également cours légal aux dollars Trade Dollar, jusqu'à cinq dollars, sur le territoire des États-Unis. Un certain nombre de dessins sont envisagés, et un avers, ainsi qu'un revers, créés par William Barber sont sélectionnés.
Les premiers dollars Trade Dollar sont frappés en 1873, et la majorité des pièces est envoyée en Chine. Finalement, les producteurs de lingots commencent à convertir de grandes quantités d'argent en dollars Trade Dollar, ce qui permet aux pièces de pénétrer les circuits commerciaux américains. Cela provoque la frustration de ceux à qui elles sont données en paiement, car les pièces sont largement dénigrées et échangées pour moins d'un dollar chacune. En réponse à leur large diffusion dans le commerce américain, les pièces sont officiellement démonétisées en 1876, mais continuent à circuler. La production de pièces commerciales prend fin en 1878, bien que la frappe en belle épreuve continue officiellement jusqu'en 1883. Le dollar Trade Dollar est re-monétisé lors de la signature de la loi sur la monnaie de 1965.

## Contexte

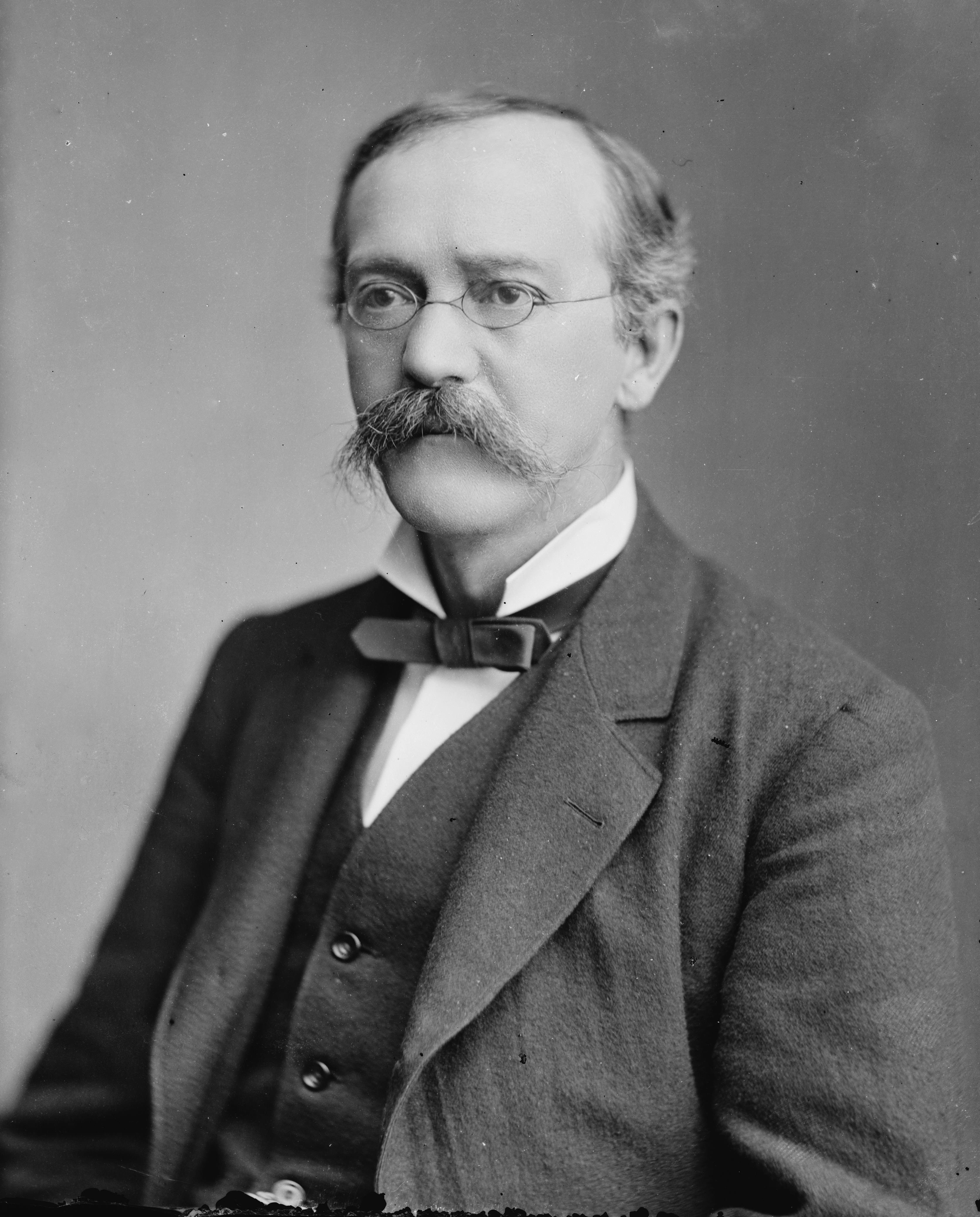
John Jay Knox Jr. popularise l'idée d'une pièce d'un dollar pour concurrencer le dollar espagnol et l'utiliser en Asie de l'Est.

Après la ruée vers l'or californienne qui commence en 1849 et l'australienne en 1851, une plus grande quantité d'or que celle qui peut être facilement absorbée par les canaux normaux, parvient dans le commerce. Il en résulte une diminution de la valeur de l'or et une augmentation de la valeur relative de l'argent. En conséquence, les pièces d'argent disparaissent rapidement de la circulation, soit à cause de la thésaurisation, soit à cause de la fonte. En réponse, le Congrès autorise la Monnaie à réduire la quantité d'argent dans toutes les pièces, à l'exception de celle de trois cents et du dollar en argent. À partir des années 1860, la production d'argent augmente, faisant diminuer le prix. Pendant cette période, les pièces d'argent cessent de circuler et sont remplacées par des pièces en cuivre et du papier-monnaie.
En Chine, le peso mexicain (successeur du dollar espagnol) est très apprécié dans le commerce. Cependant, les Chinois sont sensibles à toute modification du dessin de la pièce et hésitent à accepter des pièces plus récentes, même en cas de changement mineur du dessin. Le dollar américain en argent, plus léger de 7,5 grains (0,49 g) que son homologue espagnol, est impopulaire en Orient en raison de sa légèreté, ce qui oblige les marchands américains à acheter les pièces espagnoles ou mexicaines pour les utiliser dans le commerce. À partir de 1866, au Mexique, sous le règne de l'empereur Maximilien, le dessin est modifié pour montrer le portrait de l'empereur, ce qui entraîne un refus généralisé des pièces en Chine.

### Loi sur la monnaie de 1873
Alors qu'il mène une enquête sur la Monnaie de San Francisco, le contrôleur adjoint de la Monnaie, John Jay Knox Jr., commence à discuter de la situation monétaire avec Louis A. Garnett, un homme qui a travaillé à la fois comme trésorier et contrôleur de la Monnaie de San Francisco. Garnett recommande aux États-Unis de frapper un dollar Trade Dollar qui serait exporté en Orient pour concurrencer les pièces d'argent d'autres pays qui sont déjà populaires dans cette région. Le raisonnement de Garnett est que la majorité des pièces seraient thésaurisées ou fondues en Asie et ne seraient jamais présentées à la vente, ce qui permettrait au gouvernement de tirer profit du seigneuriage. Pendant son séjour à San Francisco, Knox parle également du projet de dollar Trade Dollar avec Henry Linderman, qui travaille alors comme agent spécial pour le département du Trésor. En 1870, Knox rédige un rapport à l'intention du Trésor et écrit également le projet de loi sur la monnaie. Le projet de Knox est approuvé par George Boutwell, secrétaire au Trésor. Après modification et examen par des fonctionnaires, anciens et en service, du gouvernement, le projet de loi est soumis au Congrès.

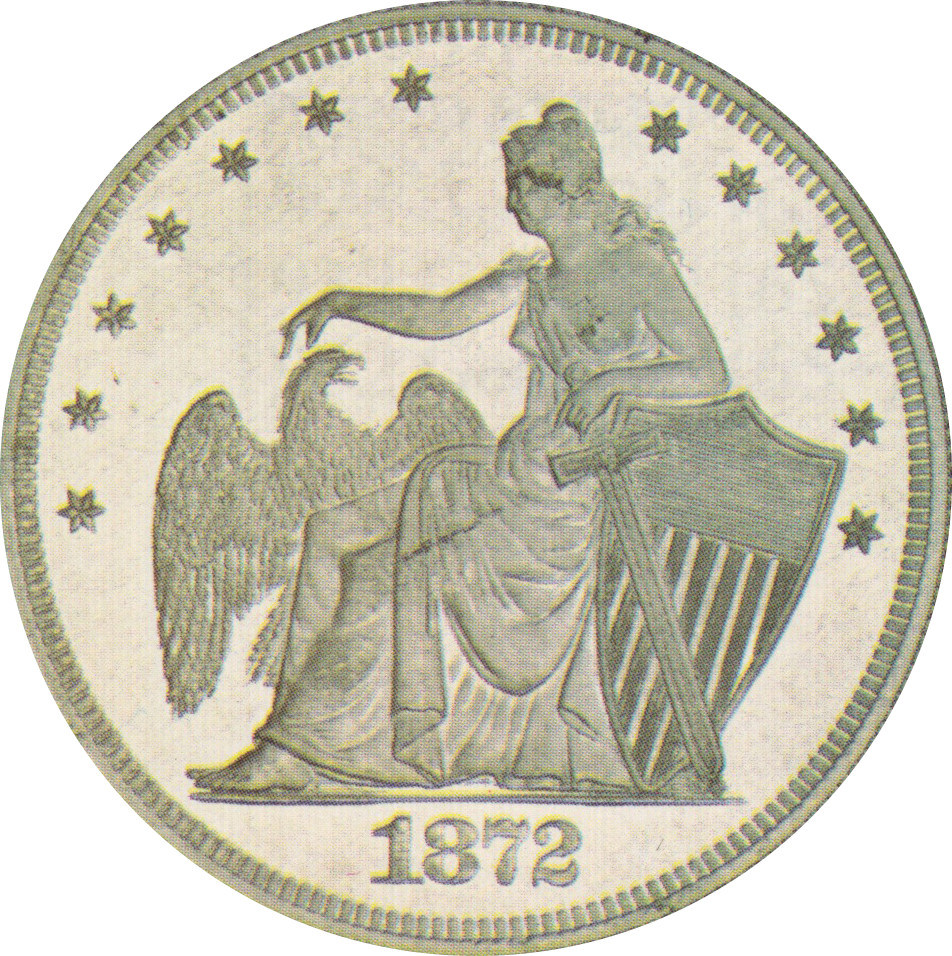
Conçu par le graveur en chef de la Monnaie William Barber, ce dessin « amazonien » montrant Columbia avec un aigle est rejeté par les autorités de la Monnaie, parce que trop militariste.

Le 19 novembre 1872, alors que le Congrès est encore saisi du projet de loi sur la monnaie, Linderman établit un rapport au secrétaire au Trésor. Il y affirme que la pièce n'a pas besoin d'avoir cours légal et qu'elle peut simplement être une pièce d'argent imprimée avec son poids et sa finesse. Linderman note également qu'un tel produit pourrait remplacer le peso mexicain et, à terme, donner une marge de 6 à 8 % — à l'époque, l'argent américain exporté vers l'Orient était vendu avec une remise de 2 %. Linderman propose que la pièce soit appelée « silver union » afin de la distinguer des pièces standard alors en production.
En février 1872, le projet de loi est amendé par un comité de la Chambre des représentants pour inclure l'autorisation d'un dollar Trade Dollar pesant 420 grains (27 g), mais cette proposition est remplacée trois mois plus tard lorsque la Chambre vote pour inclure des dispositions pour la production d'un dollar d'argent standard pesant 384 grains (24,9 g). Au Sénat, une disposition est ajoutée au projet de loi exigeant du Trésor qu'il frappe un dollar Trade Dollar de 420 grains, comme cela avait été fait précédemment à la Chambre. Le projet de loi révisé, connu sous le nom de Coinage Act of 1873, est approuvé par la Chambre et le Sénat, puis est signé par le président Ulysses S. Grant le 12 février 1873.

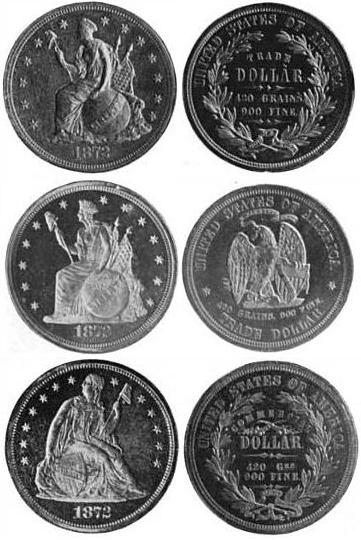
Modèles pour le dollar Trade Dollar.

Le projet de loi prévoit, en partie, la frappe des dollars Trade Dollar qui ont cours légal sur le territoire des États-Unis, jusqu'à cinq dollars. La disposition relative au cours légal est ajoutée par un avenant de dernière minute à la demande des milieux concernés par l'argent. Sur l'insistance du sénateur de l'Ohio, John Sherman, le poids et la finesse de la pièce sont indiqués au revers, une attribution que l'historien numismate Don Taxay trouve incompréhensible car « les marchands chinois ne les comprendraient jamais ».
Avant l'adoption de la loi sur les pièces de monnaie, le directeur de la Monnaie de Philadelphie supervise toutes les filiales de la Monnaie. Après l'adoption, le poste de directeur est transféré à Washington, D.C. et la responsabilité de chaque hôtel des monnaies est confiée à un directeur.

### Sélection du design
Tout au long de l'année 1872, la Monnaie frappe une série de dollars Trade Dollar en prévision de l'adoption de la loi sur la monnaie. La production de modèles se poursuit en 1873, mais la dénomination des pièces modèles est passée de « commercial dollar » à « trade dollar » avant la signature de la loi. Après l'adoption de la loi sur la frappe de la monnaie, Linderman rencontre le directeur de la Monnaie, James Pollock pour discuter du dessin du nouveau dollar autorisé. Les deux hommes se mettent d'accord pour demander à une entreprise de bijouterie et de gravure, Bailey Banks & Biddle de Philadelphie, de créer des dessins qui seraient comparés à ceux déjà créés par le graveur en chef William Barber.
Après avoir examiné les projets des deux parties, Linderman décide que le dessin doit représenter une figure assise représentant la Liberté, tournée vers la gauche, représentant la direction de l'Orient. Il choisit, en fait, un mélange de deux dessins différents. En juin 1873, Linderman passe en revue les différents modèles créés par Barber ; il choisit un avers qu'un journaliste contemporain décrit comme « une figure féminine assise sur des balles de marchandises, tenant dans sa main gauche un parchemin portant le mot « Liberty ». Derrière elle, une gerbe de blé exprime, avec les balles de marchandises, le caractère commercial de la pièce : la main droite tendue tient un rameau d'olivier ». Le revers choisi représente l'aigle à tête blanche, comme l'exige la loi. L'aigle a trois flèches dans la griffe droite et un rameau d'olivier dans la gauche, ce qui est le contraire de la plupart des autres pièces d'argent américaines de l'époque. Un ensemble de six motifs, quatre avec des variations sur l'avers adopté, et deux montrant des portraits de la Liberté, est vendu par la Monnaie au public en quantités limitées.

## Production

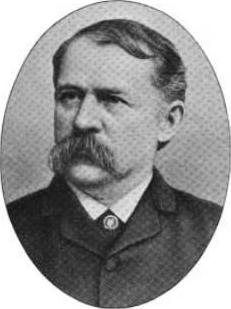
A. Loudon Snowden se plaint de la qualité de la finition du dollar Trade Dollar.

Linderman assume le poste de directeur de la Monnaie et Pollock devient surintendant de la Monnaie de Philadelphie. En juillet 1873, la production des matrices nécessaires pour frapper les pièces commence. À cette époque, dans un télégramme adressé à Pollock, Linderman demande que la production de dollars Trade Dollar soit accélérée car le Mexique se prépare à émettre une autre série de dollars avec l'ancien dessin populaire en Asie, qui avait été abandonné en 1866. Les premiers dollars Trade Dollar sont frappés lors d'une cérémonie qui a lieu le 11 juillet 1873. 40 000 pièces sont émises lors de la première émission, le 14 juillet. La Monnaie de Carson City reçoit ses premières matrices pour les nouvelles pièces le 22 juillet, et celles destinées à la Monnaie de San Francisco arrivent peu après. Au total, 396 635 pièces commerciales et 865 pièces belle épreuve sont frappées à la Monnaie de Philadelphie au cours de la première année de production. Les monnaies de Carson City et de San Francisco frappent respectivement 124 500 et 703 000 pièces.

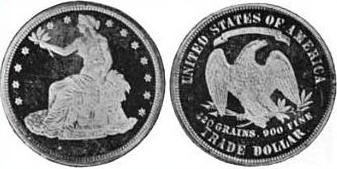
Le revers expérimental créé par Anthony C. Paquet est associé à un avers sans date. Linderman approuve le dessin, mais ne le concrétise pas, par crainte de la désapprobation par les Chinois d'un nouveau dessin peu familier.

Cette année-là, des plaintes sont déposées par des fonctionnaires des trois hôtels des monnaies, concernant la qualité des pièces produites. Au cours de l'été 1874, le médailleur A. Loudon Snowden dépose une plainte officielle auprès de Pollock concernant la qualité des frappes, notamment sur les reliefs du dessin ; Barber commence à modifier le dessin plus tard dans l'année, en réduisant le relief. Les nouvelles matrices commencent à produire en 1875. À l'automne de cette année-là, Linderman suggère de modifier le revers du dollar Trade Dollar en 1876 pour célébrer le centenaire de l'indépendance américaine ; Pollock s'y oppose, faisant remarquer qu'un tel changement serait difficile à réaliser car il faudrait obtenir l'approbation du Congrès et que cela pourrait faire perdre à la pièce sa faveur en Orient. En mai 1876, l'ancien graveur adjoint Anthony C. Paquet crée une matrice de revers, après avoir été engagé par Linderman pour améliorer la qualité de frappe des pièces. Ce dernier approuve le nouveau dessin, mais il est finalement rejeté par les responsables de la Monnaie par crainte de la désapprobation chinoise.
Bien que la production de pièces de monnaie commerciales prenne fin en 1878, la frappe de pièces d'essai se poursuit en nombre limité jusqu'en 1883, lorsque la dernière frappe de 979 exemplaires est effectuée à la Monnaie de Philadelphie. En 1908, on découvre que dix épreuves datées de 1884 et cinq de 1885 ont été produites, mais elles ne sont pas répertoriées dans les registres officiels et on ne sait pas quand exactement elles ont été créées.

## Mise en circulation

### Marché chinois
La plus grande partie de la production de 1873 est exportée en Chine et, en octobre de cette année-là, l'empereur Tongzhi fait effectuer un test d'analyse sur les pièces. Dans une proclamation traduite par le consul chinois et interprète Walter Hillier (en), l'empereur déclare :

« Cette proclamation est donc destinée à votre information, commerçants, soldats et habitants de chaque district. Vous devez savoir que le Eagle Trade Dollar qui est arrivé récemment à Hong Kong a été testé conjointement par des agents spécialement désignés à cet effet, et qu'il peut être pris en paiement de droits et mis en circulation. Vous ne devez pas le considérer avec suspicion. Il est strictement interdit aux voleurs, aux affûteurs et autres de fabriquer des imitations de ce nouveau dollar, à leur propre profit. Et s'ils osent défier cette interdiction et fabriquer de fausses pièces, ils seront arrêtés et punis dès qu'ils seront découverts. Que chacun obéisse en tremblant ! Qu'il n'y ait pas de désobéissance ! »

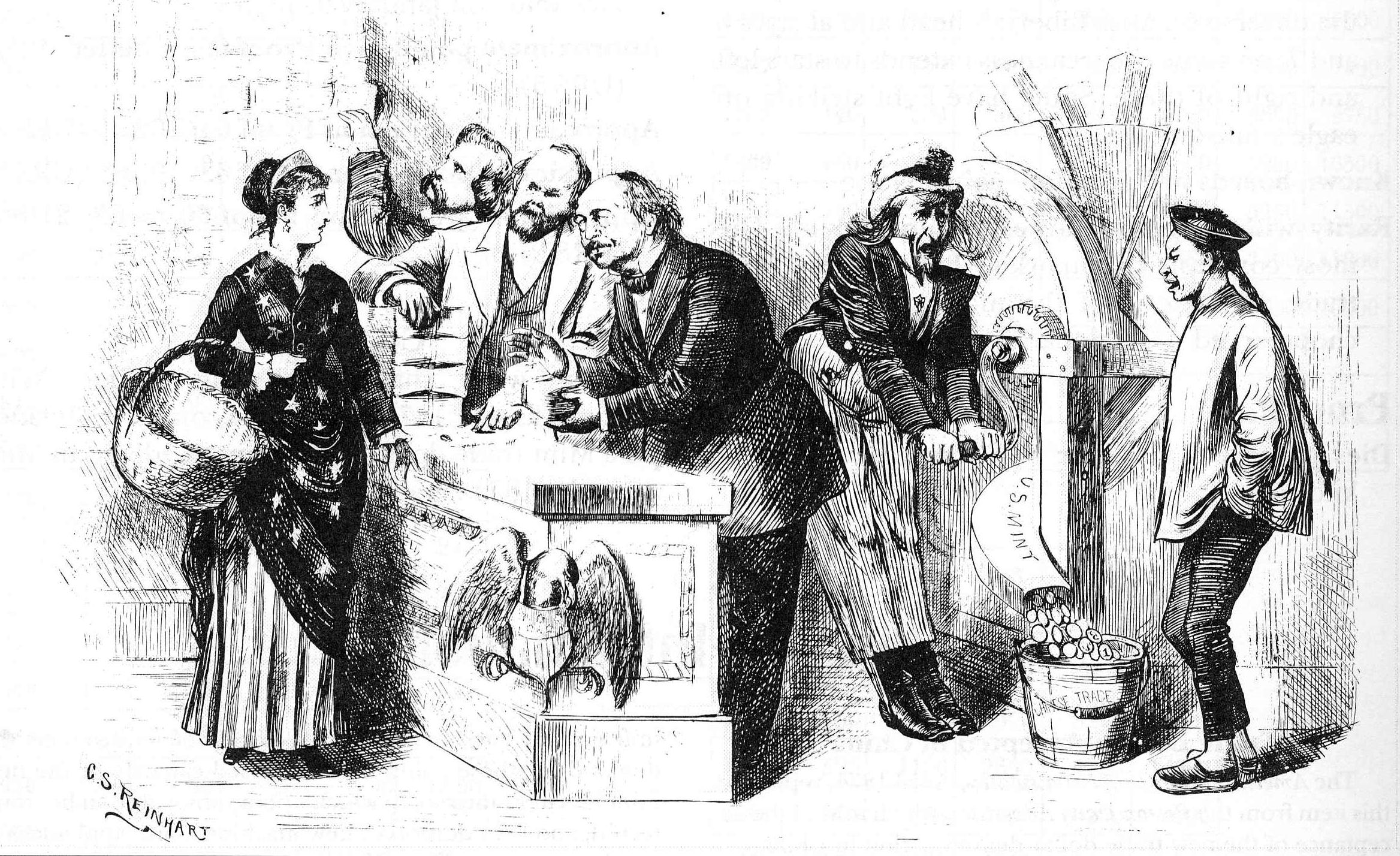
Caricature politique publiée dans le numéro du 25 avril 1874 de Harper's Weekly. Intitulée « Rags for Our Working Men-Specie for the Foreigners » (Les chiffons pour nos travailleurs - Les espèces pour les étrangers), la légende dit : "Columbia" : Je pense que c'est une erreur d'envoyer le beau dollar (qui vaut 100 cents) hors du pays au profit des « Chinois païens », car si ces messieurs peuvent faire ce qu'ils veulent, il faudra un panier rempli de billets verts pour payer le dîner de mes enfants.

En 1874, les dollars Trade Dollar commencent à apparaître dans le commerce américain. Au début de 1875 le Congrès adopte la Specie Redemption Act, permettant au Trésor de payer des pièces d'argent en échange de papier-monnaie. Cette loi, combinée à une baisse du prix de l'argent, fait réapparaître dans le commerce américain les pièces d'argent thésaurisées ou exportées. De nombreux dollars Trade Dollar sont réimportés notamment en Californie. Lorsque la valeur de l'argent commence à baisser et que la valeur intrinsèque des pièces tombe en dessous d'un dollar, les déposants de lingots commencent à faire frapper leur argent en dollars Trade Dollar et à le vendre en gros pour le distribuer dans tout le pays. Les producteurs d'argent choisissent cette option parce que la loi sur les pièces de monnaie de 1873 précise que l'argent apporté à la Monnaie ne peut être frappé comme tel ou coulé en lingots.

### Démonétisation

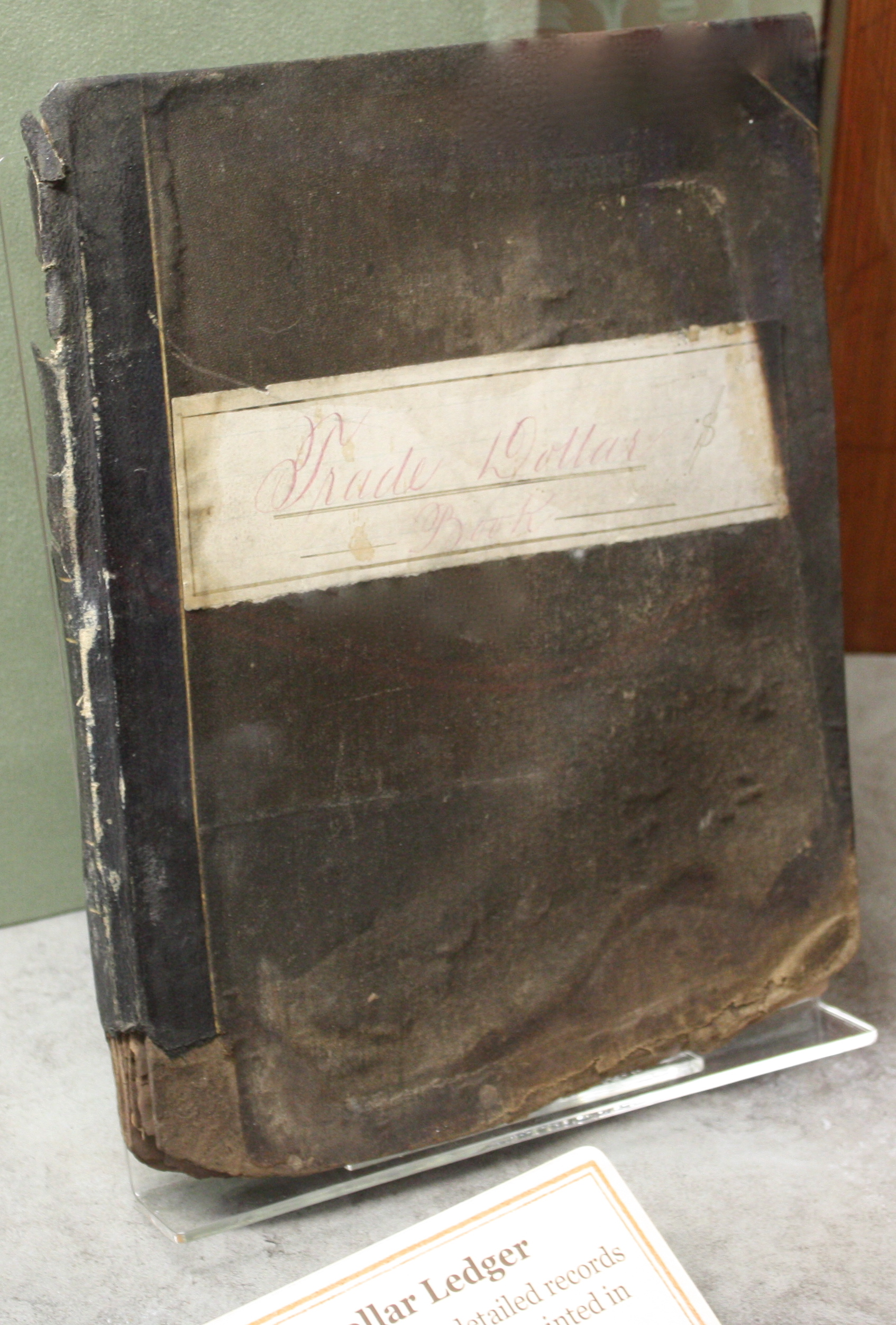
Le livre des échanges commerciaux de la Monnaie de Carson City.

Le Congrès envisage de relever la limite de cinq dollars ayant cours légal pour les dollars Trade Dollar, mais adopte à la place un projet de loi qui démonétise officiellement le dollar Trade Dollar le 22 juillet 1876 ; le secrétaire au Trésor reçoit l'ordre, en vertu de cette loi, de ne frapper que les pièces nécessaires au commerce. Malgré sa démonétisation, les producteurs de lingots continuent à introduire des pièces sur le marché américain, ce qui aboutit à la mise en circulation de sept millions de pièces aux États-Unis, dont plus de quatre millions l'ont été en 1877. Malgré la loi de 1876, ce n'est que le 15 octobre 1877 que Sherman (alors secrétaire au Trésor) ordonne finalement que les hôtels des monnaies n'acceptent plus les commandes de dollars Trade Dollar. Le 5 novembre, croyant apparemment à un faux rapport selon lequel des livraisons supplémentaires sont nécessaires pour le Nouvel An chinois, il annule son ordre, mettant finalement fin à la frappe de dollars Trade Dollar le 22 février 1878.
Linderman ordonne une étude sur le succès du dollar Trade Dollar en Chine. On découvre que les pièces circulent assez bien dans le sud, mais que leur utilisation est limitée dans le nord. Lorsque le prix de l'argent diminue, les employeurs américains commencent à payer les travailleurs en dollars Trade Dollar achetés à rabais. Cette situation frustre le public, car les pièces sont très mal aimées et de nombreuses banques et entreprises les refusent. En réaction, de nombreuses villes principalement dans les États de l'Ouest, fixent une valeur pour les dollars Trade Dollar. Les entreprises, qui les acceptent pour éviter d'offenser leurs clients, ne peuvent pas les déposer dans les banques ou les utiliser pour payer leurs impôts, n'ont d'autre choix que les vendre à des courtiers. Ces derniers les redistribuent à leur tour en les vendant à un prix inférieur à leur valeur nominale aux employeurs qui les incluent dans la rémunération des travailleurs. En 1883, les membres du New York Mercantile Exchange demandent au Congrès d'autoriser le rachat des pièces par le gouvernement,.
Le prix des lingots continue à baisser tout au long des années 1880, augmentant la perte de toute personne forcée de vendre à la valeur de la fonte après avoir accepté un dollar Trade Dollar à sa valeur nominale. Malgré le soutien du secrétaire au Trésor Charles J. Folger, la question du rachat du dollar Trade Dollar s'est trouvée prise dans la controverse sur la monétisation massive du nouveau dollar Morgan dans le cadre du Bland-Allison Act, une loi inflationniste,. Les producteurs d'argent s'opposent à ce que l'argent provenant des dollars rachetés soit comptabilisé dans le quota mensuel de la Monnaie en vertu de la loi, préférant vendre l'argent nouvellement extrait à la place, et s'élèvent également contre les lois qui le stipulent. Ce n'est qu'en 1887 que le Congrès, soi-disant pour soulager les pauvres (bien que la plupart des dollars Trade Dollar soient alors entre les mains des spéculateurs), décide de racheter les dollars Trade Dollar non utilisés. Cette loi, qui ne tenait pas compte de l'argent racheté dans le quota de la loi Bland-Allison, a été promulguée le 14 février 1887, lorsque la période de dix jours dont dispose le président Grover Cleveland pour la signer ou y opposer son veto expire sans qu'il n'ait pris aucune mesure. De nombreuses pièces ne sont pas remboursables en raison des marques de coup ou des trous appliqués par les hommes d'affaires chinois qui cherchaient à confirmer la teneur en argent de la pièce. Les dollars ne sont remboursables que pendant six mois et l'argent récupéré est frappé en pièces de dix cents, de vingt-cinq cents et de demi-dollars.

## Valeur numismatique
L'historien numismatique Walter Breen critique à la fois la disposition relative au cours légal et la pièce en général, déclarant que l'émission de la pièce est « une erreur coûteuse — sa motivation n'était que la cupidité, sa conception un triomphe de la fadeur, sa circulation intérieure et son statut de cours légal une disposition désastreuse de la loi ne menant qu'à des abus épouvantables ».
Les dollars Trade Dollar ont de nouveau eu cours légal en vertu de la loi sur la monnaie de 1965, qui stipule notamment que « toutes les pièces et les monnaies des États-Unis (y compris les billets de la Réserve fédérale et les billets de circulation des banques de la Réserve fédérale et des associations bancaires nationales), quelle que soit leur date de frappe ou d'émission, auront cours légal pour toutes les dettes, publiques et privées, les charges publiques, les impôts, les taxes et les droits »,. Cependant, la valeur numismatique et en lingot de tout dollar Trade Dollar dépasse largement sa valeur nominale d'un dollar.
Les dollars Trade Dollar sont populaires à la fois comme pièce de monnaie historique et comme série à collectionner par date et marque d'atelier. Mais il pose aux collectionneurs une foule de défis, notamment celui de trouver des pièces au juste prix, dont les surfaces ne présentent aucune dégradation et, surtout, qui sont authentiques. Bien qu'ils ne soient pas parmi les pièces les plus rares ou les plus insaisissables des États-Unis, les dollars Trade Dollar sont parmi les plus contrefaits, et cette situation n'est pas nouvelle. Depuis des décennies, les numismates doivent être vigilants lorsqu'ils collectent des dollars Trade Dollar. Il n'existe pas de chiffres précis sur le nombre de faux dollars, mais on peut affirmer que leur présence augmente de jour en jour et qu'elle dépasse de loin en nombre les spécimens authentiques existants.